# Rue de la Barre (Lille)
Ne doit pas être confondu avec Rue de la Barre (Lyon).
La rue de la Barre est une rue de Lille, dans le Nord, en France. Il s'agit de l'une des rues les plus anciennes de la ville, dans le quartier du Vieux-Lille.

## Situation et accès
La rue de la Barre part de la rue Esquermoise et se poursuit en ligne droite jusqu'au boulevard Vauban et au canal de la Moyenne-Deûle, anciennement canal de l'Esplanade.

## Origine du nom
Elle tient son nom du « faubourg de la Barre » auquel elle menait.[réf. nécessaire]

## Historique
La rue de la Barre est une des voies les plus anciennes de Lille, existant peut-être au XIe siècle, qui reliait Lille à Lomme à travers l'ancien faubourg des Weppes. Elle emprunte le tracé de la route de Dunkerque du XIIe siècle, avant de prendre le nom de « Grande Rue » du XVe siècle au XVIIIe siècle.

## Bâtiments remarquables et lieux de mémoire
La rue comprend plusieurs bâtiments protégés au titre des monuments historiques.
- La maison au 3 rue de la Barre[2]
- L'hôtel particulier au 15 rue de la Barre[3]
- Le couvent des Madelonnettes au 39 et 41 rue de la Barre[4]
- L'immeuble au 55 rue de la Barre[5]
- La maison de Jean du Bosquiel au 63 et 65.
- La maison au 77 rue de la Barre[6]

|                     |
| 3, rue de la Barre. |

|                                                        |
| 41, rue de la Barre Couvent des Madelonnettes de Lille |

|                      |
| 43, rue de la Barre. |

|                            |
| 55, rue de la Barre, Lille |

|                                                    |
| maison de Jean du Bosquiel, 63-65, Rue de la Barre |

|                     |
| 77, rue de la Barre |